# Фінкенберг
Фінкенберг (нім. Finkenberg) — громада округу Швац у землі Тіроль, Австрія.
Фінкенберг лежить на висоті 839 м над рівнем моря і займає площу 171,6 км². Громада налічує 1510 мешканців.
Густота населення 9/км².
Фінкенберг лежить на відстані 3 км від Майргофена на вході в долину річки Тукс. Громада межує з високими горами, вкритими льодовиками.
|                                     |
| Фінкенберг на мапі округу та землі. |

 Адреса управління громади: Dorf 140, 6292 Finkenberg.

## Відомі особи
- Леонгард Шток — гірськолижник.